# Ottavio Missoni
Ottavio Missoni, född 11 februari 1921 i Dubrovnik, död 9 maj 2013 i Sumirago, Lombardiet, var en italiensk modeskapare och häcklöpare.
Han tävlade i häcklöpning i OS i London 1948. Ottavio Missoni grundade modehuset Missoni 1953 tillsammans med hustrun Rosita. Framför allt har namnet Missoni kommit att förknippas med ränder i olika originella färgställningar.
Under andra världskriget fängslades han i Egypten och satt fyra år i ett brittiskt fångläger.